# Rishard Matthews
Rishard Matthews (Santa Ana, 12 ottobre 1989) è un ex giocatore di football americano statunitense che ha militato nel ruolo di wide receiver per i Tennessee Titans della National Football League. Fu scelto nel corso del settimo giro (227º assoluto) del Draft NFL 2012 dai Miami Dolphins. Al college ha giocato a football all'Università del Nevada.

## Carriera professionistica

### Miami Dolphins
Considerato uno dei migliori prospetti disponibili tra i wide receiver presenti nel Draft 2012, Matthews fu scelto nel corso del settimo giro dai Miami Dolphins. Inizialmente gli fu assegnato il numero 85 ma con la firma da parte dei Dolphins del free agent Chad Johnson passò al numero 86. Il 22 maggio firmò un contratto di 4 anni con la franchigia. Il suo primo passaggio da 19 yard lo ricevette il 15 novembre 2012 contro i Buffalo Bills. La sua stagione da rookie si concluse con 8 presenze, una come titolare, con 11 ricezioni per 151 yard.
Nel Monday Night Football della settimana 10 della stagione 2013, Matthews giocò una grande gara ricevendo 120 yard e segnando i primi due touchdown in carriera contro i Tampa Bay Buccaneers. La sua seconda annata si concluse con 448 yard ricevute e 2 marcature disputando tutte le 16 partite della stagione regolare, di cui 5 come titolare.

### Tennessee Titans
Il 9 marzo 2016, Matthews firmò un contratto triennale con i Tennessee Titans.

## Statistiche
| Partite totali         | 24  |
| Partite da titolare    | 6   |
| Yard ricevute          | 559 |
| Touchdown su ricezione | 2   |

Statistiche aggiornate alla stagione 2013